# 오렉신
오렉신(orexin) 또는 하이포크레틴(hypocretin)은 쥐(rat)의 뇌에서 두 그룹의 연구자들에 의해 동시에 발견된 흥분성 신경펩티트(neuropeptide) 호르몬(hormone)에서 이름 붙여졌다. 오렉신-A와 -B (또는 하이포크레틴-1또는 -2)의 50% 동일 염기서열을 가진 두 종류의 펩티드는 하나의 전구 단백질로부터 분열되어 만들어진다. 오렉신-A/하이포크레틴-1은 33개의 아미노산으로 되어 있고 두개의 내적 연결 다이설파이드 결합으로 되어있는 반면에 오렉신-B/하이포크레틴-2는 선형의 28개 아미노산 펩티드로 되어 있다. 연구자들은 오렉신-A/하이포크레틴-1이 오렉신-B/하이포크레틴-1보다 생물학적으로 더 중요할 것이라고 주장한다. 이 펩티드들은 옆측이나 뒤측 시상하부(lateral and posterior hypothalamus)에 있는 매우 작은 규모의 세포들에서 발생되지만, 뇌의 전체로 투사(projection)된다. 오렉신 펩티드는 G단백질공역수용체(G-protein coupled receptor)인 오렉신 수용체1(OX1, 하이포크레틴 수용체1)와 오렉신 수용체2(OX2, 하이포크레틴 수용체2) 두 개 수용체에 붙는다. 오렉신-A는 수용체1과 2 모두에 대략 비슷한 친연성(affinity)로 붙는데, 오렉신-B는 주로 오렉신 수용체2에 붙으며 5배 적게 오렉신 수용체1에 붙는다. 오렉신/하이포크레틴은 강하게 보존되는 펩티드이고, 모든 포유류 분류에서 발견된다.

## 기능
오렉신/하이포크레틴은 오렉신-A/하이포크레틴-1을 투여하면 음식섭취가 증가한다는 것을 발견함으로, 음식 섭취의 자극요인에 근본적으로 연관이 되어 있다고 처음에 알려졌었으나, 추가적 연구를 통해 각성과 에너지 소비를 촉진한다는 것이 밝혀졌다.

## 각성
오렉신은 각성을 일으키는 것으로 보인다. 최근 연구들은 오렉신/하이포크레틴 시스템의 주요 역할은 동물들이 깨어있거나 활동적이 되어 있을 때를 결정하는데 영향을 주는 대사와 생물학적 주기, 수면 빚(sleep debt) 사이에 연결을 짓는 것이다. 신경세포에서 오렉신/하이포크레틴은 다양한 뇌 영역의 도파민(dopamine), 노르에피네프린(norepinephrine), 히스타민(histamine), 아세틸콜린(acetylcholine)시스템과 같은 각성에 관여되는 중요 세포들을 자극한다. 그리고 그것은 각성과 수면을 안정화하는 중요한 역할로 나타난다. 오렉신-A/하이포크레틴-1의 투여는 각성과 함께 체온과 운동성 증가, 에너지 방출에 있어서 큰 증가를 나타내게한다. 오렉신-A/하이포크레틴-1 시스템은 이와 같이 음식 섭취보다 에너지 방출 조절에 더 중요한 역할을 하는 것으로 보인다. 사실 오렉신/하이포크레틴이 없는 기면증(narcolepsy)환자는 body mass index(BMI)가 줄어들기 보다는 비만 위험이 많은데, 오렉신/하이포크레틴이 식욕을 자극하는 펩티드로서 작용하기 때문이다. 오렉신/하이포크레틴 결핍으로 인한 기면증의 다른 시사점은 원숭이를 30-36시간 동안 자지 못하게 하고 신경화학물을 투여했을 때 비교군에 비해 인식에 대한 장애가 줄어들었다. 인간에서 기면증은 인간백혈구항원(human leukocyte antigen:HLA) 복합체의 특별한 다양성과 관련되어 있다. 더욱이 genome-wide 분석에서 HLA 다양성과 더불어 기면증 환자는 또한 T세포수용체 알파 위치(T Cell receptor alpha locus)에서 특이적인 유전적 돌연성을 보인다. 이런 유전적 이례는 자가면역(autoimmune system)을 유발하거나 중요한 하이포크레틴 신경세포를 죽인다. 그래서 기면증 환자에서 하이포크레틴을 발생하는 신경세포의 결실은 자가면역증(autoimmune disorder)의 결과라고 볼 수 있다.

## 음식 섭취
오렉신은 식욕이 증가하게 한다. 렙틴(leptin)은 지방세포에서 발생되는 호르몬중 하나로 에너지 수준의 긴 시간 작용하는 내적 조절을 활성화한다. 그레린(ghrelin)은 단 시간 작용하는 인자로 강한 식욕을 느끼거나 식사를 기대하기 바로 전에 위에서 분비된다. 하이포크레틴을 발생하는 세포는 최근에 렙틴에 의해 억제되는 것이 보이는데(렙틴 수용체 경로로 인해), 그레린이나 하이포글리세미아(hypoglycemia, 글루코스는 오렉신 발생을 억제한다)에 의해서는 활성되는 것으로 보인다. 오렉신/하이포크레틴은 2007년에 대사와 수면 조절에 있어서 매우 중요한 연결 고리라고 알려졌다. 이런 관계는 긴 시간 수면을 하지 못하게 한 쥐에서 음식 섭취와 에너지 대사가 급격히 증가한 것을 관찰함으로 더 긴밀하게 생각할 수 있다.

## 약리학적 가능성
오렉신/하이포크레틴에서의 연구는 아직 초기 단계에 있지만, 많은 과학자들은 오렉신/하이포크레틴을 기반으로한 약들이 발작성 수면증 치료를 돕고, 뇌에서 암페타민에 대한 부작용이 없이 각성도를 높일 수 있을 것이라고 믿는다. 앞선 연구들은 알콜중독 치료에 오렉신 방해제의 잠재성을 말해왔다. 오렉신 시스템을 타겟으로 하는 약물이 투여된 실험용 쥐는 알콜에 자유롭게 접근이 가능해도 흥미를 잃는 것을 보였다. 한 연구는 쥐의 뇌교핵의 망상체(pontine reticular formation)에 오렉신/하이포크레틴 뉴런의 이식은 실현가능하고, 이것은 약리학적으로 발작성 수면증을 치료하는 것에 더해서 대안적인 치료 전략으로의 발달을 보여준다. 하이포크레틴-1 수용체는 코카인을 다시 찾게 되는 것을 조절하는 것으로 알려져왔기 때문에 새로운 연구는 쥐에서 니코틴과의 연관을 조사했다. 하이포크레틴-1 수용체를 낮은 농도의 선택적 길항체인 SB-334, 867로 억제하여 니코틴의 자가투여가 줄고 약을 찾으려는 의욕도 줄어드는 것을 보였다. 이 연구는 인슐라 피질(insula cortex)에서의 수용체억제가 자가 투여를 줄이고 인접한 일차체감각 피질(somatosensory cortex)의 수용체도 억제한다는 것을 보였다. 자가 투여에서 가장 큰 감소는 뇌 전체에서 모든 하이포크레틴-1 수용체를 억제했을 때 나타난다. 이 연구의 이유는 인슐라가 갈망의 감정을 조절한다고 알려져 왔다는 점이다. 인슐라는 하이포크레틴-1 수용체를 포함하고 있다. 인슐라에 계속적인 손상을 줬던 흡연자는 흡연을 하고 싶다는 생각을 잃는 것으로 나타났다.

## 선택적 리간드(ligand)
몇 가지 오렉신 시스템에 작용하는 약들은 개발 단계이고 기면증과 같은 조건의 치료를 위한 오렉신 효능제(agonist)나 불면증(insomnia)을 위한 길항제들 또한 개발 중이다. 비-펩티드(non-peptide) 효능제는 아직 사용 가능한 것이 없지만 합성한 오렉신-A 폴리펩티드(polypeptide)는 비강 분무(nasal spray)로 만들어져 사용 가능하고 원숭이에 테스트가 되었다. 몇가지 비-펩티드 길항제는 개발 단계이고 SB-649, 868은 수면 장애에 대한 치료약으로, 또한 비선택적인 오렉신 수용체 길항제로 GlaxoSmithKline에서 개발 중이다. 다른 오렉신1과 오렉신2 수용제 길항제(ACT-078573, almorexant)는 Actelion에 의해 개발 중인 불면증을 위한 비슷한 복합체들이다. 오렉신 수용체 관련 약물에 있어서 세 번째 입문은 Merck & Co.Merck's의 MK-4305이다. 오렉신 시스템에 작용하는 대부분의 리간드는 내생적(endogenous) 효능제인 오렉신-A와 오렉신-B로부터 변형된 폴리펩티드들이지만 몇 가지 연구 목적으로 사용 가능한 선택적 비-펩티드 하위 길항제가 있다.
- SB-334, 867 - 선택적 오렉신1 길항제
- SB-408, 124 - 선택적 오렉신1 길항제
- TCS-OX2-29 - 선택적 오렉신2 길항제

## 다른 신경전달물질(neurotransmitters) 시스템과의 상호작용
오렉시너직 뉴런들은 그렐린(ghrelin), 렙틴(leptin), 글루코스(glucose)가 그렇듯이 그룹 III 대사형 글루탐산수용체(metabotropic glutamate receptor), 아데노신 A1 수용체, 무스카린 수용체 M3 (muscarinic acetylcholine receptor M3), 세로토닌 5-HT1A 수용체, 뉴로펩티드Y 수용체, 콜레시스토키닌 A 수용체 그리고 케타콜아민(catecholamine) 으로부터의 자극에 민감한 것으로 알려졌다. 오렉시너직 뉴런들 스스로 아세틸콜린 분비, 세로토닌 분비, 노르아드레날린 분비를 통해 조절하기에 다른 신경전달물질 시스템에 비해 뇌에서 관련된 적은 수의 오렉시너직 뉴런들에도 불구하고, 이 시스템은 조절 역할에 중요한 역할을 하고, 계속적인 연구는 더 자세한 것들은 풀기 위해 필요할 것이다. 오렉신은 포르포리파아제 C(phospholipase C)와 칼슘 의존을 통한 Gq 알파 서브유닛과 연결된 수용체(Gq alpha subunit(Gq-protein)-coupled receptors) 신호를 전달한다. 이것은 단백질 키나아제 C(protein kinase C), 단백질 키나아제 A(protein kinase A), 미토겐 관련 단백질 키나아제(mitogen-associated protein kinase, 또는 mitogen-activated protein kinase, MAPK)을 포함하는 일시적수용체포텐셜기전(transient receptor potential canonicla, TRPC)의 L-타입 칼슘 채널(L-type calcium channel), G단백질공역 안쪽 정류자 포타슘 채널(G-protein-coupled inwardly-rectifying potassium channel, GIRK) 그리고 단백직 키나아제(protein kinase)에서의 활성과같은 전기적인 소디움-칼슘 교환(sodium-calcium exchangers, NCX)의 활성과 비선택적 양이온성 전도도(cationic conductance)를 포함한다. 중추 신경계(central nervous system)를 통한 많은 신경성 타겟에 있는 시냅스후부(postsynaptic)의 오렉신 활성은 거의 전부가 흥분성 신호다.